# Metaxa

Logo

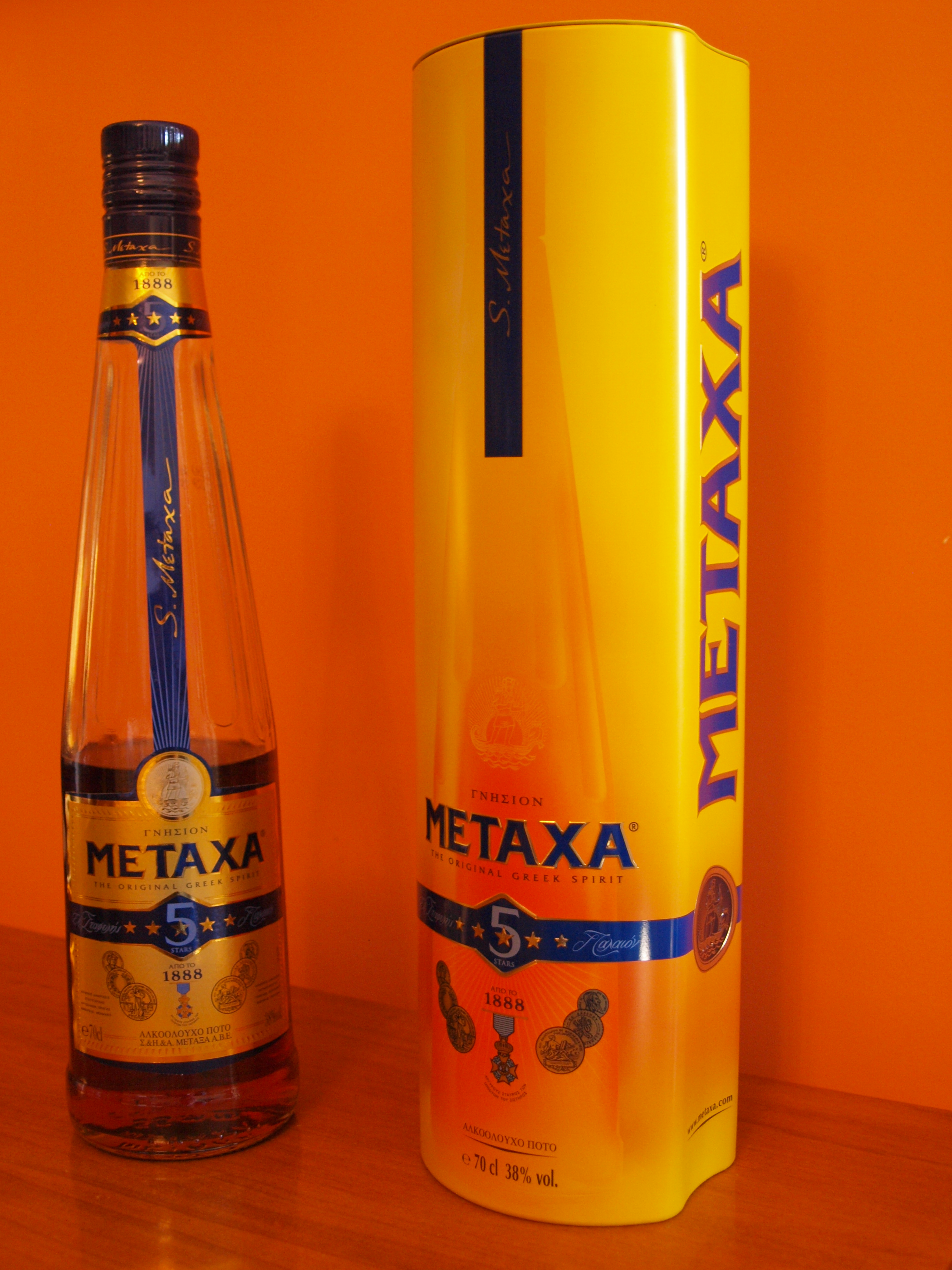
Der Fünf-Sterne-Metaxa

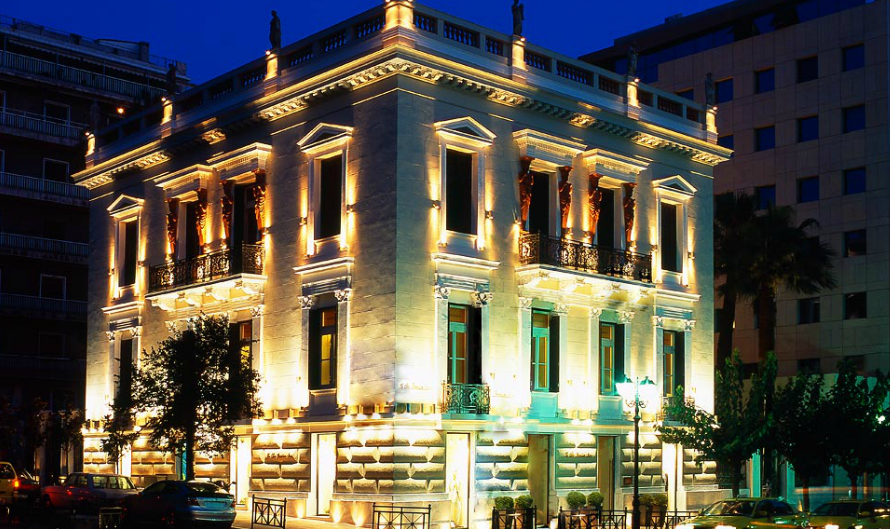
Das 1897 errichtete Stammhaus in Piräus, entworfen von Ernst Ziller

Metaxa ist der Markenname einer griechischen Weinbrand-Spirituose, die aus Weintrauben hergestellt wird. Die Marke gehört seit 2000 dem französischen Spirituosenkonzern Rémy Cointreau.

## Entstehung
Der Winzer Spyros (Spyridon) Metaxas (griechisch Σπύρος (Σπυρίδων) Μεταξάς) zog 1880 von der Insel Kefalonia nach Attika. Dort erwarb er einige Jahre später Weinberge, um sich als Winzer niederzulassen. Da die erworbenen Weinberge mit unterschiedlichen Rebsorten bepflanzt waren, entschied er sich, den Wein zu destillieren und mit Kräutern zu kombinieren, statt ihn als solchen zu vermarkten. Nach mehrjährigen Experimenten brachte er im Jahr 1888 den Metaxa-Weinbrand auf den Markt. Als Logo wurde eine antike Münze mit einem Krieger gewählt, die beim Aushub des Fabrikgebäudes gefunden worden war. Stilisiert findet sich diese nach wie vor auf den Etiketten.
Insbesondere die Präsentation der neuen Spirituose auf den damaligen Weltausstellungen machte Metaxa international bekannt und brachte dem neuen Getränk viele Auszeichnungen ein. Spyros Metaxas wurde zum griechischen und serbischen Hoflieferanten ernannt. Bereits Ende des 19. Jahrhunderts war die Marke Metaxa weltbekannt und die Firma mit Niederlassungen in wichtigen Handelsmetropolen, ab 1900 wurde Metaxa auch in die USA exportiert. 1968 zog Metaxa von Piräus nach Kifissia in die heutige Fabrik um. 1989 verkaufte die Familie das Unternehmen an Distillers & Vintners (IDV), im Jahr 2000 erwarb Rémy Cointreau die Mehrheit.

## Qualitätsstufen

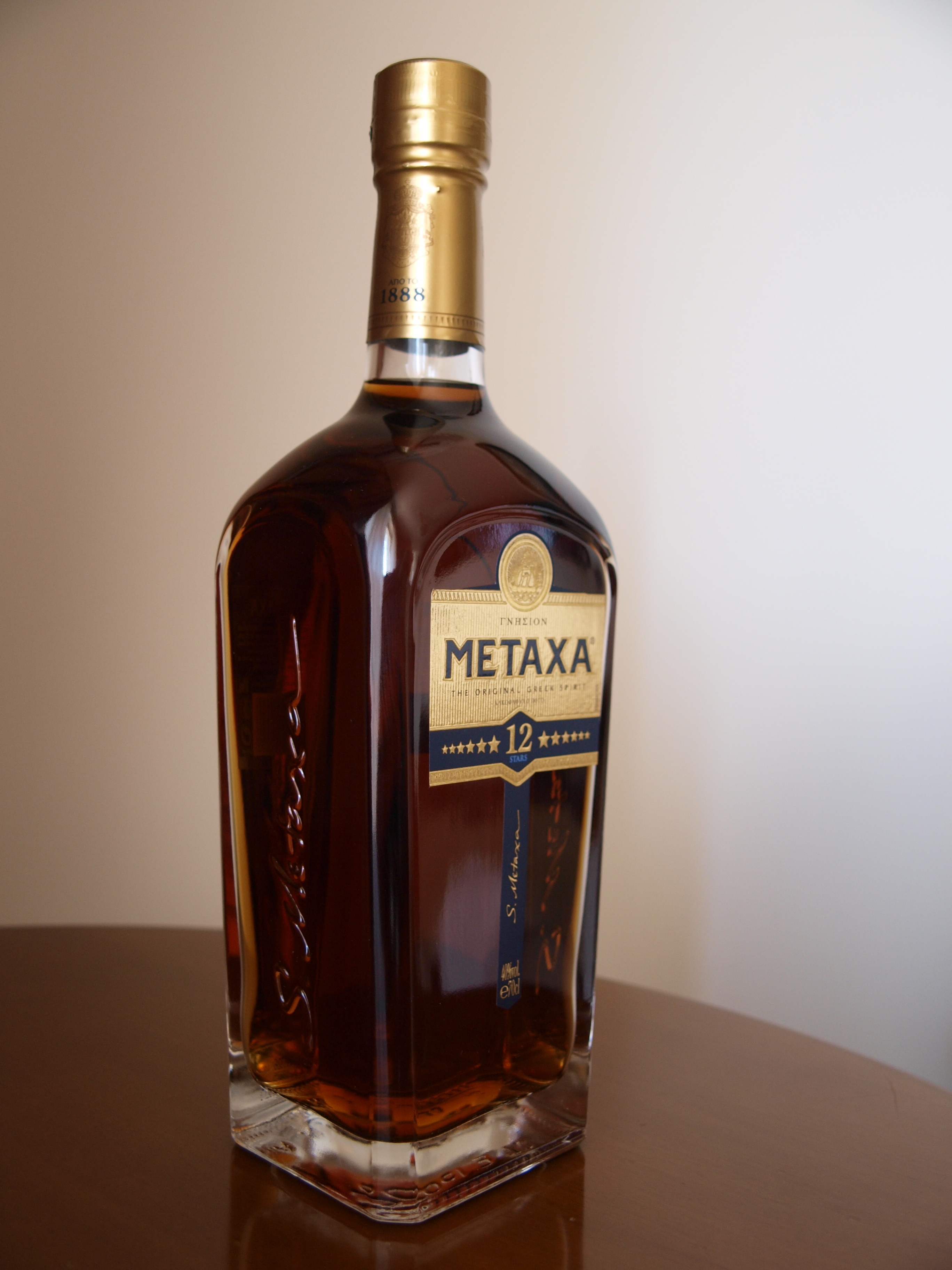
Der Zwölf-Sterne-Metaxa

Die verschiedenen Versionen unterscheiden sich vornehmlich in der Dauer der Lagerhaltung. Die einfachste ist der Drei-Sterne-Metaxa, der jedoch nur auf wenigen Märkten angeboten wird. Verkauft werden hauptsächlich Fünf- (mindestens fünf Jahre gelagert) und Sieben-Sterne-Metaxa (mindestens sieben Jahre gelagert).
Der Zwölf-Sterne-Metaxa wurde lange Zeit nur in Griechenland angeboten, mittlerweile ist er jedoch auch in Deutschland erhältlich. Der Grande Fine mit speziell ausgesuchten Destillaten lagert mindestens 15 Jahre in Limousin-Eichenfässern.
Die älteste, selten angebotene Version ist der 30 Jahre (früher 40 Jahre) gelagerte Metaxa Private Reserve.

### Varianten
Zu verschiedenen Anlässen werden limitierte Varianten herausgegeben, wie etwa die Metaxa Grand Olympian Reserve oder der Metaxa Centenary, die in durchnummerierten Flaschen gehandelt werden und einige hundert Euro kosten. Sie unterscheiden sich durch Zusatz seltener Kräuter- und Pflanzenextrakte.

## Besonderheiten
Obwohl in der Herstellung großteils ein klassischer Weinbrand, unterscheidet sich die Rezeptur des Metaxa von diesem durch die Zutat einer geheimgehaltenen Mischung von Kräutern. Er wird daher als Griechische Spirituosenspezialität und nicht als Weinbrand verkauft. Alle Metaxa-Arten werden in Eichenfässern gelagert. Diese Behandlung – sowie die Zugabe von Zuckerkulör – färbt den Metaxa goldgelb. Des Weiteren wird dieser verschiedenen Veredelungsprozessen ausgesetzt, darunter einer 48-stündigen Lagerung bei −6 °C mit anschließender Tiefenfiltration.

## Sonstiges
- Der niederländische Tulpenlikör Amanda bestand früher zu einem großen Teil aus Metaxa-Weinbrand.
- In der in Deutschland als solche angebotenen griechischen Küche findet Metaxa Verwendung, insbesondere bei einigen Gyros-Varianten. In Griechenland ist die Verwendung von Metaxa zu Gyros in den Touristenorten bekannt.
- Zeitweise gehörte auch die Destillerie des Ouzo 12 zu Metaxa.